# Малая Юкса (приток Чулыма)
Малая Юкса — река в Томской области России, левый приток Чулыма. Устье реки находится в 211 км от устья по левому берегу Чулыма. Протяжённость реки 82 км, площадь бассейна — 696 км². Возле устья расположено село Копыловка.

## Притоки
- 20 км: Большая Таёжная (Чёрная) (лв)
- 33 км: Малая Таёжная (лв)
- Еик (лв)

## Данные водного реестра
По данным государственного водного реестра России относится к Верхнеобскому бассейновому округу, водохозяйственный участок реки — Чулым от водомерного поста села Зырянское до устья, речной подбассейн реки — Чулым. Речной бассейн реки — (Верхняя) Обь до впадения Иртыша.
Код водного объекта — 13010400312115200021391.